# Mission Hills (Kansas)
Mission Hills è un comune degli Stati Uniti d'America, situato nello Stato del Kansas, nella contea di Johnson.